# Kröbern
Kröbern ist ein Weiler von Monstab im Landkreis Altenburger Land in Thüringen.

## Lage

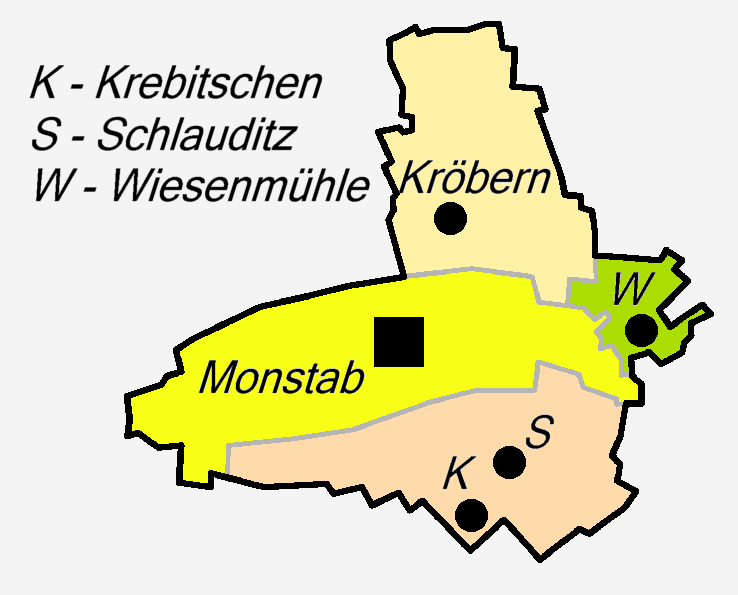
Gemeindegliederung

Kröbern befindet sich westlich von Altenburg im Altenburg-Zeitzer Lösshügelland, einem Ausläufer der Leipziger Tieflandbucht mit sehr guten Böden. Die Bundesstraße 180 führt östlich vorbei.

## Geschichte
Im Zeitraum von 1181 bis 1214 fand die urkundliche Ersterwähnung des Weilers statt. Burggraf Albrecht IV. von Altenburg übereignete im Jahr 1305 dem Kloster Buch das Burgkorn im Dorf Kröbern. Später gehörte der Ort zum wettinischen Amt Altenburg, welches ab 16. Jahrhundert aufgrund mehrerer Teilungen im Lauf seines Bestehens unter der Hoheit folgender Ernestinischer Herzogtümer stand: Herzogtum Sachsen (1554 bis 1572), Herzogtum Sachsen-Weimar (1572 bis 1603), Herzogtum Sachsen-Altenburg (1603 bis 1672), Herzogtum Sachsen-Gotha-Altenburg (1672 bis 1826). Bei der Neuordnung der ernestinischen Herzogtümer im Jahr 1826 kam der Ort wiederum zum Herzogtum Sachsen-Altenburg. Nach der Verwaltungsreform im Herzogtum gehörte Kröbern bezüglich der Verwaltung zum Ostkreis (bis 1900) bzw. zum Landratsamt Altenburg (ab 1900). Das Dorf gehörte ab 1918 zum Freistaat Sachsen-Altenburg, der 1920 im Land Thüringen aufging. 1922 kam der Ort zum Landkreis Altenburg.
Der Braunkohleabbau um das im Süden des Meuselwitz-Altenburger Braunkohlereviers liegende Kröbern wurde um 1900 begonnen. Tiefbaugruben waren im Nordwesten des Orts die "Grube Gertrud Nr. 131" (1899 bis 1959) und im Nordosten "Grube Neu-Rositz Nr. 145" (1917 bis 1942). Große Veränderung brachte der Braunkohleabbau im Tagebau für den Ort. Zwischen 1914 und 1932 zerstörte der "Tagebau Gertrud II" (auch: Tagebau Petsa) den Bereich südlich und westlich von Kröbern, womit sich zwischen Monstab und Kröbern nun ein Tagebau befand. Noch größere Einschnitte brachte der 1931 aufgeschlossene Tagebau Gertrud III (Zechau), welcher bis 1959 ein großes Areal im Norden von Kröbern bis Zechau abbaggerte und dabei auch nicht die Nachbarorte Petsa (1943 bis 1947) und Leesen (1950 bis 1952) verschonte. Das Areal wurde nach der Stilllegung des Tagebaus 1959 renaturiert und danach landwirtschaftlich genutzt.
Am 1. Juli 1950 wurde der Weiler Kröbern nach Monstab eingemeindet. In den 1980er Jahren war die Wiederaufnahme des Braunkohleabbaus geplant, welche aber nicht zur Ausführung kam. Dem geplanten „Tagebau Meuselwitz“ zwischen Meuselwitz und Rositz hätte das Ortsgebiet von Kröbern, an dessen südöstlichen Rand es lag, weichen müssen.

## Besonderheiten
Aus Kröbern stammte die Familie des Anthropologen Alfred Louis Kroeber. 